# 烏爾長城
烏爾長城（或作西牆），最初可能是舒勒吉時期興建的防禦工事，自底格里斯河綿延至幼發拉底河，長約170英里 ，此後，舒辛繼位，他致力於修建長城，鎮壓了在王國中阿摩利人的叛亂，並試圖效仿他父親的統治，維護王朝。
在舒辛之後，他的兄弟（也可能是兒子）伊比辛 (公元前2028～公元前2004年在位) 繼承了他的王位，但伊比辛逐漸失去了烏爾納姆和舒勒吉時期王國的領土，在多方敵人的入侵下，長城的防禦逐漸失控，阿摩利人最終突破西牆，引發混亂。
1. ↑  Mark, Joshua J. . World History Encyclopedia.   [2025-03-05] （英语）.
2. ↑  Mark, Joshua J. . World History Encyclopedia.   [2025-03-05] （英语）.